# Terranova di Pollino
Terranova di Pollino è un comune italiano di 980 abitanti della provincia di Potenza in Basilicata.
Il comune, situato nel parco nazionale del Pollino, comprende nel suo territorio diverse frazioni, che sono: Casa Del Conte, Destra Delle Donne, San Migalio, Vena Della Ricotta, contrada Fossi e Acqua Fetente.

## Geografia fisica
Il comune di Terranova di Pollino confina con numerosi altri comuni, alcuni dei quali in Calabria (provincia di Cosenza), che sono: Alessandria del Carretto, Castrovillari, Cerchiara di Calabria e San Lorenzo Bellizzi, mentre gli altri comuni lucani con cui esso confina sono: Chiaromonte, Francavilla in Sinni, San Costantino Albanese, San Paolo Albanese e San Severino Lucano. Il suo abitato si sviluppa prevalentemente tra gli 800 ed i 1000 m s.l.m. alle falde del monte Calvario, nella parte più alta del Sarmento, fiume a regime torrentizio e maggiore affluente del Sinni.
La costruzione, negli anni ottanta, della strada statale Sinnica ne ha consentito un più immediato collegamento alla strada statale 106 Jonica, da un versante, e alla parte più settentrionale della provincia e al Tirreno, dall'altro. Più difficoltosi restano i collegamenti con la provincia di Cosenza, anche a causa della barriera naturale costituita dal massiccio del Pollino, le creste delle cui cime più elevate fanno da spartiacque tra le due regioni definendone il confine geografico. Non appena lasciato il centro urbano, la strada si inerpica attorno ai 1 000 metri verso la località di Casa del Conte superando l'antico sbarramento sull'attuale corso del Sarmento nel quale in tempi geologici, per cause naturali, si procurò quella fenditura nella roccia calcarea che costituisce la gola denominata la Garavina (attraverso la quale defluirono le acque del piccolo lago glaciale il cui fondo è oggi occupato dalle casette della contrada detta Paraturo, parte della frazione di Casa del Conte).

## Storia
Le origini di Terranova di Pollino risalgono al XVI secolo, quando fu fondata come feudo dello Stato di Noja (l'attuale Noepoli), del quale fece parte sino all'eversione della feudalità, e dal quale prese il nome di Terranovella di Noia che mantenne fino al XIX secolo, quando fu mutato nel nome attuale. I Pignatelli, principi di Noia, decisero di favorire l'insediamento di coloni nei loro vasti possedimenti, per incrementare l'economia del feudo, e così Terranovella, cioè terra di recente insediamento, fu la punta avanzata della loro colonizzazione agricola. Dopo l'unità d'Italia Terranova ha fatto parte del circondario di Lagonegro e del mandamento di Noepoli.

### Simboli
Lo stemma e il gonfalone sono stati concessi con DPR del 4 novembre 1951.
Il gonfalone è un drappo di rosso.

## Monumenti e luoghi d'interesse
- La chiesa parrocchiale di San Francesco da Paola: costruita nel XVI secolo e restaurata nel 1930, conserva della chiesa originaria il portone principale in legno di pino loricato ed ornamenti marmorei. All'interno, a tre navate, vi è una pala d'altare del XVII secolo raffigurante la Madonna del Rosario circondata da 15 pannelli, ed un affresco raffigurante l'Ultima cena.
- La cappella della Madonna delle Grazie, risalente al XVI secolo: al suo interno è conservata una tela del 1500 raffigurante la Madonna delle Grazie. Nelle due nicchie laterali e nel presbiterio vi sono altri dipinti raffiguranti San Leonardo, San Vito e San Biagio.
- Il santuario della Madonna della Pietà, sito nell'omonima località, al cui interno vi sono alcuni affreschi risalenti al XVI secolo ed una statua lignea della Madonna; nella seconda domenica di settembre vi ha luogo la festa.
- La cappella di Sant'Antonio, anch'essa risalente alla fine del XVI secolo, che è ciò che resta di un antico convento di cui restano solo pochi ruderi. Al fianco della chiesa vi è un piccolo campanile con due campane cinquecentesche.
- Palazzi di interesse storico, tra cui sono da menzionare Palazzo Virgallita e Palazzo Rusciani, quest'ultimo risalente al 1893 e con una caratteristica scalinata interna.

### Aree naturali
Grande importanza hanno nel territorio comunale diversi luoghi naturali, tutti all'interno del parco nazionale del Pollino, e tra questi i più rilevanti sono:
- La Timpa Falconara, imponente parete rocciosa che domina il paesaggio della valle. È interessante notare la parete meridionale dove si denotano segni delle grandi forze della natura del passato, infatti sulla parete rocciosa vi sono incise delle fratture o faglie, testimonianza che in queste spaccature, immense masse rocciose adiacenti si sono allontanate in direzioni opposte.

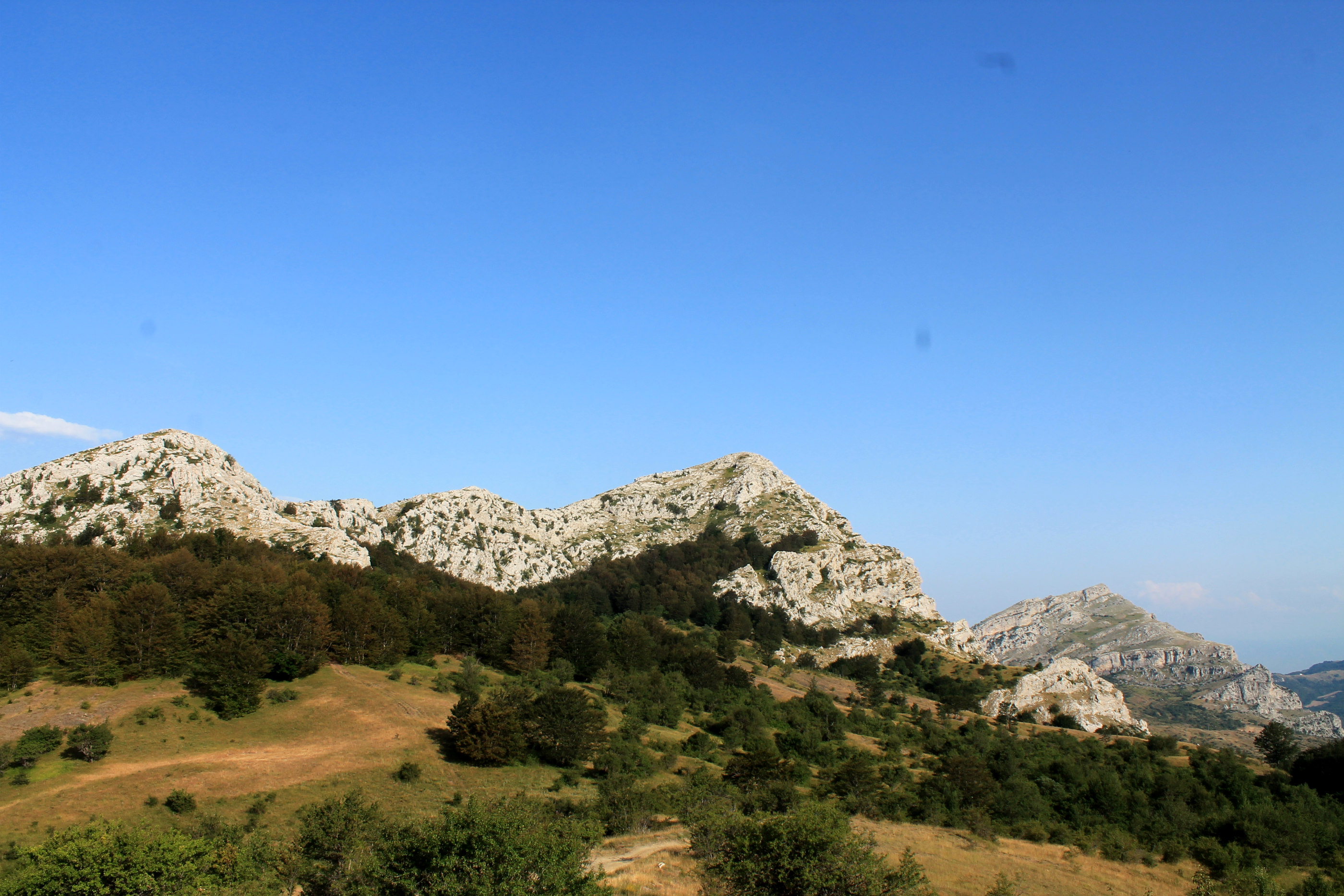
Timpa Falconara, Terranova di Pollino.

- La Timpa di Pietrasasso, sperone alto oltre 50 metri di roccia ofiolitica.
- Il lago Duglia, sul versante settentrionale della Serra di Crispo, ormai piccolo per effetto di un prosciugamento continuo negli anni.
- La gola della Garavina, profonda fenditura sul cui fondo scorre il Sarmento nella parte a monte dell'abitato; il letto del torrente, superato il paese, si apre invece in un'ampia fiumara.
- Il lago Fondo, situato alle pendici della Serra di Crispo.
- La Catusa, fresca e copiosa sorgente; nella medesima contrada vi è la grotta dei briganti, con i nomi di coloro che vi si rifugiarono incisi sulle pareti.
- Timpe delle Murge, rocce basaltiche formatesi per estrusione di magma nelle profondità marine, sollevate successivamente in quota da profondi movimenti tettonici.

## Società

### Evoluzione demografica
Abitanti censiti

### Tradizioni
- L'uccisione del maiale, avviene tra dicembre e gennaio, e si accompagna ad una festa a sfondo familiare con offerte delle carni a parenti e amici;
- Le danze, la tipica Pastorale e la Tarantella, largamente diffuse ed effettuate a quasi tutte le ricorrenze;
- Il periodo di Carnevale, dove viene tuttora mantenuta la tradizione della "frassa". Secondo questa usanza in quei giorni dell'anno molti giovani del paese mascherati e organizzati con caratteristici strumenti musicali (organetto, zampogne e cupa-cupa) si recano nelle case dei concittadini effettuando rappresentazioni improvvisi di canti e balli tradizionali; successivamente si passa ad intrattenimenti a base di buona musica, canti popolari e pietanze nostrane con banchetti improvvisati di salsicce, prosciutto, pane di casa e vino di produzione Terranovese;
- Gli strumenti ancora usati sono il cupa-cupa, l'organetto, la zampogna a chiave, la ciaramella e la surdullina, tutti strumenti antichi e popolari per gli abitanti di Terranova.

## Cultura

### Eventi
- La festa di Sant'Antonio, 13 giugno: in occasione della festa un abete viene tagliato e trainato dalla montagna fino al paese con buoi, e lungo il corso principale viene trainato a braccia. Il trasporto è accompagnato da balli, danze e canti popolari. La mattina della festa viene allestito l'albero della cuccagna, al quale vengono appesi prosciutti, salumi e formaggi ed ha luogo la competizione. Vince chi è più abile a salire sulla cima dell'abete.
- La festa della Madonna della Pietà: si tiene nella seconda domenica di settembre, con fiera e benedizione del bestiame il giorno precedente. La statua della Madonna viene trasferita dal santuario al paese in processione a cui partecipano donne con la tradizionale offerta dei cinti, tronetti in legno rivestiti di ceri e spighe di grano.
- Festa della Madonna del Carmine, con decorrenza 15 e 16 luglio;
- Festa di S. Rocco e S. Donato, in data 16 agosto.

### Cucina
- Patata rossa di Terranova del Pollino

## Economia

### Artigianato
Tra le attività più tradizionali vi sono quelle artigianali, legate alla cultura contadina e pastorale. Queste attività si distinguono per la lavorazione del legno finalizzata sia alla produzione di mobili sia di oggetti casalinghi, oltreché per l'intaglio a fini artistici.